# Наталія Лайпес
Наталія Лайпес (англ. Natalia Leipus; нар. 10 квітня 1962) — колишня австралійська тенісистка.
Найвищим досягненням на турнірах Великого шолома було 3 коло в змішаному парному розряді.

## Фінали ITF

### Парний розряд: 2 (1–1)
| Результат | Дата             | Турнір              | Покриття | Партнерка          | Суперниці                       | Рахунок          |
| --------- | ---------------- | ------------------- | -------- | ------------------ | ------------------------------- | ---------------- |
| Поразка   | 22 липня 1984    | Феєтвілл, США       | Тверде   | Ребекка Браєнт     | Синтія Макгрегор Лінда Гейтс    | 1–6, 6–7         |
| Перемога  | 4 листопада 1988 | Мельбурн, Австралія | Тверде   | Бернадетте Рендалл | Елена Пампулова Крістін Годрідж | 6–4, 6–7(5), 6–2 |